# 쓰카노 마사키
쓰카노 마사키(일본어: 塚野 真樹, 1970년 10월 12일 ~ )는 일본의 전 축구 선수이다.

## 구단 경력
과거 혼다, 비셀 고베, 도쿄 가스, SC 돗토리에서 활동하였다.